# Albert Hill
Albert George Hill, angleški atlet, * 24. marec 1889, Tooting, London, Anglija, Združeno kraljestvo, † 8. januar 1969, London, Ontario, Kanada.
Hill  je v svoji karieri nastopil na Poletnih olimpijskih igrah 1920 v Antwerpnu, kjer je osvojil naslova olimpijskega prvaka v teku na 800 m in 1500 m ter srebrno medalji v ekipnem teku na 3000 m.
Leta 2010 je bil sprejet v Angleški atletski hram slavnih.